# Monasterio de Flor de Rosa
El Monasterio de Santa María de Flor da Rosa, también conocido como Mosteiro da Ordem do Hospital de Flor da Rosa, se encuentra en la parroquia Flor da Rosa, municipio de Crato, distrito de Portalegre, Portugal. Hoy día es un hotel de la red de Pousadas de Portugal.

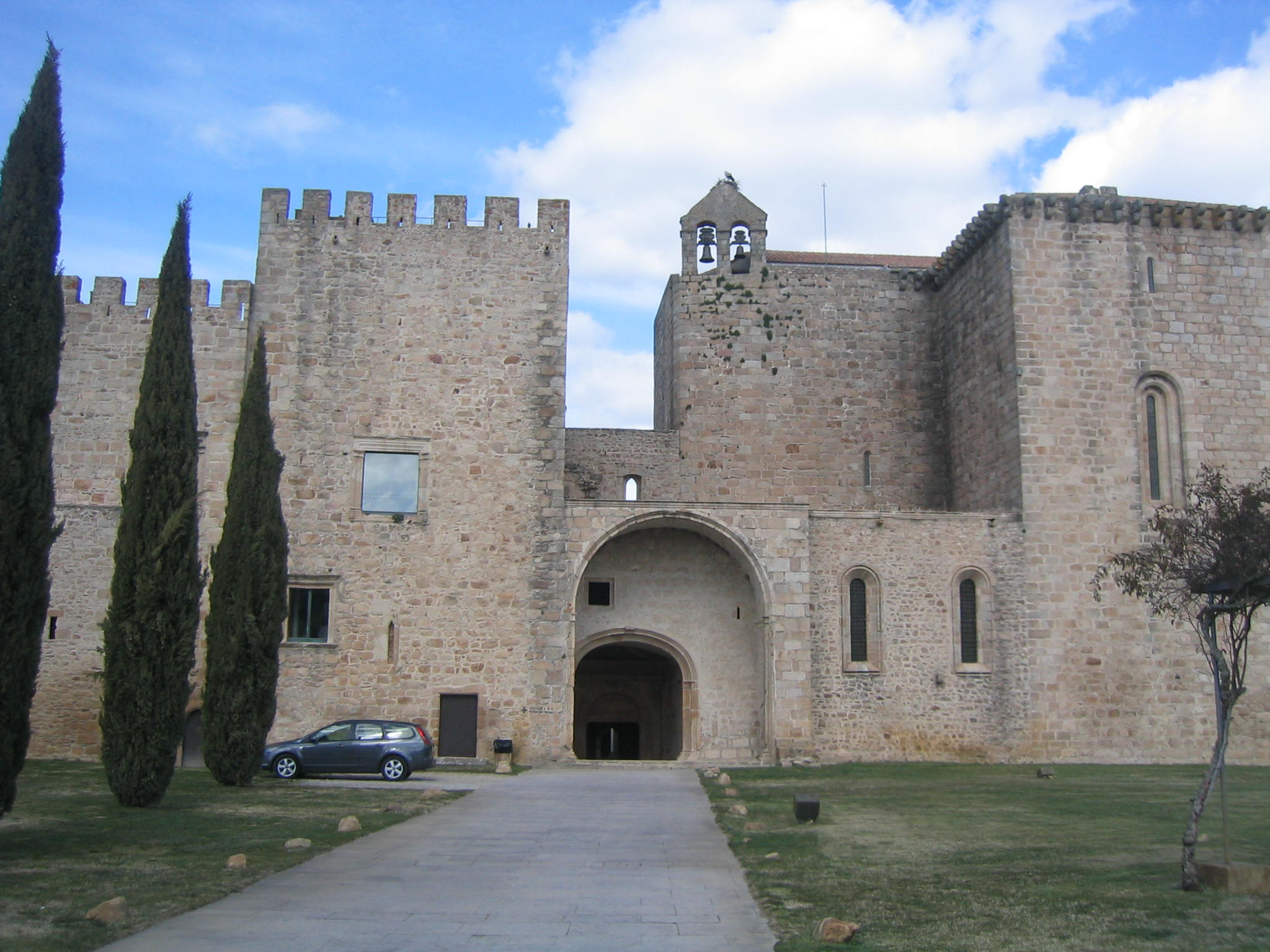
Monasterio de Flor da Rosa: fachada.

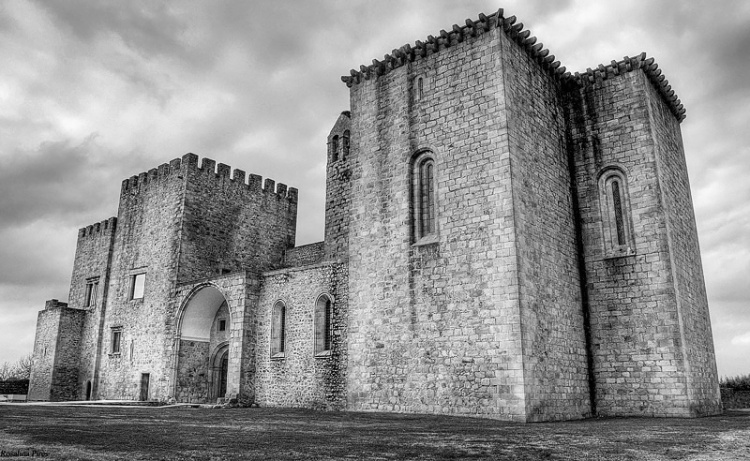
Monasterio de Flor da Rosa.

## Historia
Mandado construir en 1356 por D. Álvaro Gonçalves Pereira, primer Prior de Crato y padre del santo condestable.
En 1232 el Rey D. Sancho II donó la población del Crato a la Orden de los Hospitalarios. Fue en 1340 que la sede de la Orden del Hospital fue trasladad de Leça do Bailio o de Belver a Crato, cuando el Prior del Crato, don Álvaro Gonçalves Pereira, ya había decidido fundar una capilla en esa localidad. Con el crecimiento de la orden se erigió este monasterio, casa matriz en Portugal, fundado en 1356. Desde el siglo XVI, la Orden del Hospital se llamó Orden de Malta, nombre que mantiene.

Actualmente, el Monasterio alberga la tumba del fundador, una posada de la Enatur y el Núcleo de Escultura Medieval del Museo Nacional de Arte Antiguo.

## Características
El monasterio consta de tres edificaciones distintas: una iglesia-fortaleza de estilo gótico, un palacio-castillo gótico, con modificaciones en el siglo XVI, y las restantes dependencias conventuales ya renacentistas y mudéjares. Todo el conjunto ha sufrido reformas a lo largo de su historia, mayormente en los siglos XVI, XVII y en el XX, cuando la mayor preocupación es preservar la estructura gótica original. En tiempos del rey D. Manuel I, comienzos del siglo XVI, se procedió a agrandar el monasterio con más estancias para transformarlo en palacio real. El terremoto de Lisboa (1755) y el temporal devastador de 1897 en esa zona dañaron gravemente el conjunto monástico. 
El Mosteiro da Ordem do Hospital de Flor da Rosa fue clasificado como Monumento Nacional en 1910 y en la década de los cuarenta comenzaron las obras de restauración. Posteriormente, en 1991, se iniciaron los trabajos para su reconversión en Pousada de Portugal, una de las mejores, por el arquitecto João Luís Carrilho da Graça. Se abrió al público en 1995.
En julio de 2009, después de una serie de investigaciones, recuperaciones y valoraciones en el área no ocupada por la pousada, se abre al público visitante un espacio dedicado a la interpretación del monumento, para así conocer mejor el lugar y su historia. Esto permitió la instalación del Núcleo de Escultura Medieval del Museu Nacional de Arte Antiga y una exposición de escultura de João Cutileiro, en la nave de la iglesia.